# Vidin (provins)
Vidin er en af de 28 provinser i Bulgarien, beliggende i den nordvestligste del af landet, på grænsen til nabolandene Serbien og Rumænien. Provinsen har et areal på 3.033 kvadratkilometer og et indbyggertal (pr. 2009) på 128.050.Folketællingen 7. september 2021 viste et indbyggertal på 75.408 i provinsen. Klik på referencen i indledningen i artiklen om Bulgarien for resultat af folketælling.
Vidins hovedstad er byen Vidin, der med sine ca. 68.000 indbyggere også er provinsens største by. Af andre byer kan nævnes Belogradtjik, Bregovo, Dimovo, Dunavtsi, Gramada og Kula.